# Dassault Systèmes
Dassault Systèmes S.A. — одна з провідних компаній в галузі програмного забезпечення САПР і PLM.
Компанія була створена в 1981 році, як член Dassault Group.
Dassault Systèmes розробляє і продає PLM програмне забезпечення та послуги, що забезпечують підтримку промислового виробництва і забезпечує 3D бачення всього життєвого циклу продукції від проектування до технічного обслуговування. Його клієнтами є компанії в аерокосмічній, автомобільній, будівельній промисловості, товарів народного споживання, споживчих товарів, енергетики, високих технологій, промислового обладнання, суднобудування та сфері послуг.
Dassault Systèmes частки котируються на фондовому ринку Euronext Paris. 43,13% акцій належить Dassault Group. Головний офіс компанії знаходиться в Велізі-Віллакубле, розташованому в південно-західному передмісті Парижу, Франція.

## Продукти
Програмне забезпечення Dassault Systèmes складається з CATIA для віртуального проектування виробів, SolidWorks для механічного 3D-проектування, DELMIA для віртуального виробництва, SIMULIA для віртуального тестування, ENOVIA для глобального спільного управління життєвим циклом, 3DVIA для інтернет-реалістичного 3D моделювання. і Exalead для пошуку додатків.
У 2010 році компанія випустила безкоштовні бета-версії САПР професійного рівня DraftSight, який працює на Linux, Mac і Windows.

## Історія
У 1977 році до створення Dassault Systèmes, Avions Marcel Dassault (AMD) розробила 3-вимірне CAD/CAM програмне забезпечення, яке пізніше стане відомий як CATIA (Computer-Aided Three-Dimensional Interactive Application).
Avions Marcel Dassault створили Dassault Systèmes в 1981 році з метою розробки нових поколінь CATIA.
Протягом наступних тридцяти років Dassault Systèmes купила низку інших компаній, таких як SolidWorks, Smart Solutions Ltd., Abaqus Inc.,
MatrixOne Inc. та запустила ряд нових проектів.

## Дочірні компанії
- DELMIA (100%)
- SIMULIA (100%)
- ENOVIA VPLM (100%)
- ENOVIA SmarTeam (100%)
- ENOVIA MatrixOne (100%)
- Exalead (100%)
- Spatial Corporation (100%)
- SolidWorks Corporation (100%)
- Virtools (80%)
- 3D PLM Software solutions (42%)
- 3dvia
- ICEM Germany and UK (100%)
- Dynasim (100%)

## Персоналії
- Марсель Дассо
- Бернард Чарльз
- Глен де Вріс